# Damaskusschrift

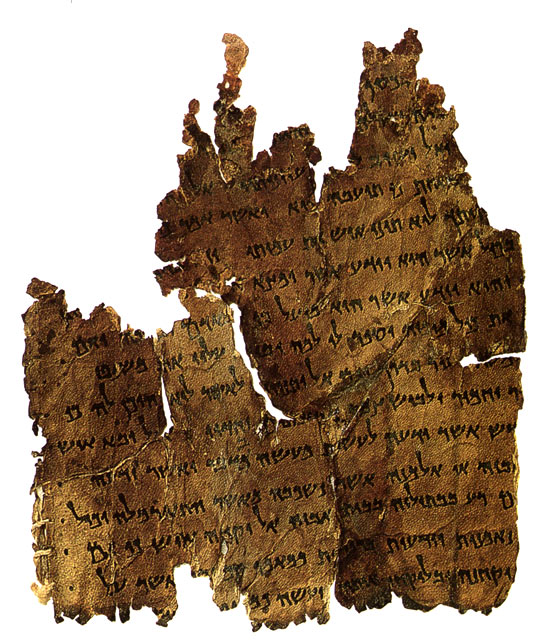
Fragment der Damaskusschrift (4Q271) aus Höhle 4

Die Damaskusschrift (Damascus Document oder Cairo-Damascus, Abkürzung CD) gehört zu den Schriftrollen vom Toten Meer. Ein Teil des Textes war aber bereits aus der Kairoer Geniza der Ben-Esra-Synagoge bekannt und wurde von Solomon Schechter 1910 unter dem Titel „Fragmente eines Zadokidischen Werkes“ (Fragments of a Zadokite Work) veröffentlicht.

## Name
Das Werk handelt von einer Gemeinschaft, die im „Land Damaskus“ lebt. Dabei ist unsicher, ob es sich um die reale Stadt Damaskus handelt, oder ob Damaskus eine Chiffre ist für das Exil, das die Mitglieder der Gemeinschaft gewählt haben.

## Textüberlieferung

### Geniza-Codices
Aus der Kairoer Geniza sind Einzelblätter von zwei Codices CD A (zweimal vier Doppelblätter, d. h. 16 Seiten mit einer Lücke (Lacuna) zwischen Seite CD A viii und Seite CD A ix) und CD B (ein großformatiges Doppelblatt, also zwei Seiten, bezeichnet als CD B xix und CD B xx) erhalten. Beide Texte überlappen teilweise. Das Ende von Seite CD B xix und die ganze Seite CD B xx füllt den Anfang der Lücke, die im Codex CD A besteht.

### Schriftrollen
Fragmente von insgesamt 10 Rollen aus dem Textbestand von Qumran konnten der Damaskusschrift zugeordnet werden: 4Q266–273, 5Q12 und 6Q15. Das auf diese Weise bekannt gewordene neue Material ist einerseits vor dem Beginn von CD A einzuordnen, teilweise füllt es die umfangreiche Textlücke, die in CD A besteht, teilweise folgt es nach dem Ende von CD A.

## Gliederung
Die Damaskusschrift lässt sich in zwei Hauptteile gliedern: die Mahnschrift und die Gesetzessammlung. Die Mahnschrift enthält Überblicke über die Geschichte Israels seit dem Babylonischen Exil und zieht Lehren daraus. Die Gesetzessammlung besteht aus vier Blöcken:
1. Gesetze für den Unterweiser. Männer mit bestimmten Behinderungen sind zum Priesterdienst und zur Toralesung nicht zugelassen.
2. Ordnung für die Siedlung der Stämme Israels. Teilweise sind dies nicht auf den Jachad begrenzte Halachot, wie Landwirtschaftsgesetze oder Sabbatgesetze, teilweise sind es Regelungen, die nur für den Jachad gelten, wie die Beitrittszeremonie oder die im Jachad gültigen Ämter.
3. Ordnung für die Siedlung der Lager. Jachad-Gruppen – und zwar Familien mit Frauen und Kindern – sind in Lagern (machanot) organisiert und unterstehen einem Aufseher (mevaḳer).
4. Auflistung der Rechtssätze. Ein Strafkatalog mit deutlichen Bezügen zur Gemeinschaftsregel des Jachad. In der jährlichen Bundeserneuerungszeremonie wird ein Ausschließungsritual vollzogen.

## Themen
Die Damaskusschrift ist an einer Periodisierung der Geschichte interessiert, ähnlich wie das Jubiläenbuch. Gut und Böse stehen sich gegenüber, hier die Mitglieder des „Neuen Bundes“, dort die „Frevler“, angeführt von Belial. Man erwartet, dass das Ende der Geschichte nahe ist und der „Gesalbte Aarons und Israels“ auftreten werde. Dieser hat die priesterliche Funktion, die Sünde des Volkes zu entsühnen.
390 Jahre nach dem Babylonischen Exil hat sich eine Gruppe namens „Neuer Bund im Lande Damaskus“ konstituiert, deren Führung 20 Jahre später der Lehrer der Gerechtigkeit übernommen habe. Zwar gibt es auch schon in Jer 31,31  die Vorstellung eines neuen Bundes Gottes mit Israel, doch in der Damaskusschrift wird ein höherer Anspruch erhoben. „Einfach Jude zu sein reicht nicht mehr aus (CD A xvi 1–2). Man muss sich außerdem mit einem Eid exklusiv den Anschauungen ‚des Neuen Bundes im Lande Damaskus‘ verpflichten, um Sühne (CD A xiv 19) erlangen zu können.“ Alle anderen Juden verfallen dem Dämon Mastema (hebräisch מַשְׂטֵמָה mastēmā).
In der Tora nimmt die Ordnung des Wüstenlagers der Israeliten breiten Raum ein. Die Damaskusschrift entwickelt, davon abgeleitet, die Vorstellung eines Lagers, in dem die Mitglieder als Familien wohnen. Jedes Lager untersteht einem Aufseher (mevaḳer), der die Jugendlichen ausbildet und die Erwachsenen belehrt. Er regelt aber auch Alltagsprobleme und prüft Kandidaten vor ihrem Eintritt in die Gemeinschaft, hat also umfassende Kompetenzen. Wie dieses Amt besetzt wird, erfährt man nicht.

## Entstehung
Die Damaskusschrift ist über einen längeren Zeitraum entstanden und hatte eine komplizierte Redaktionsgeschichte. Das älteste Exemplar 4Q266 wurde Anfang des 1. Jahrhunderts v. Chr. niedergeschrieben. Die Redaktion der Damaskusschrift wird meist im Zeitraum zwischen 130 und 90 v. Chr. angenommen, die dabei verarbeiteten Quellen sind älter. Der Text der einzelnen Handschriften ist relativ stabil, wenn es auch gegenüber den Geniza-Texten in den Qumranfragmenten einige abweichende Lesarten gibt. Die Beziehung zwischen der Damaskusschrift und der Gemeinschaftsregel ist komplex und im Einzelnen nicht geklärt. Deutlich ist, dass beide Werke einen längeren Entstehungsprozess hatten, der teilweise parallel verlief und wobei es Einflussnahmen in beide Richtungen gab. Die Endredaktion der Damaskusschrift blickt auf den Tod des mehrfach genannten „Lehrers der Gerechtigkeit“ zurück.